# Токио Верди

Прежняя эмблема

«Токио Верди» (яп. 東京ヴェルディ То:кё: Вэруди, англ. Tokyo Verdy) — японский футбольный клуб из города Токио.

## История
Клуб был основан в 1935 году как футбольный клуб газеты «Ёмиури» и первоначально базировался в городе Кавасаки. Клуб был одним из основателей профессиональной футбольной Джей-лиги под именем «Верди Кавасаки» и сразу стал лидером японского футбола, выиграв первые 2 чемпионата Джей-лиги подряд.
К концу девяностых в команде наступил кризис, связанный с высокими зарплатами основных футболистов и падением посещаемости. После того, как в Кавасаки образовалась вторая команда, «Кавасаки Фронтале», клуб решил перебазироваться в Токио. C 2001 года клуб с переменным успехом выступает под названием «Токио Верди».

## Достижения

### Национальные
- Чемпион Японии (7): 1983, 1984, 1987, 1991, 1992, 1993, 1994
- Обладатель кубка Императора (5): 1984, 1986, 1987, 1996, 2004
- Финалист кубка Императора: 1981, 1991, 1992
- Обладатель кубка Лиги: 1992, 1993, 1994
- Финалист кубка Лиги: 1996

### Международные
- Победитель Азиатского Кубка чемпионов: 1986/1987